# Liste der Kellergassen in Staatz
Die Liste der Kellergassen in Staatz führt die Kellergassen in der niederösterreichischen Gemeinde Staatz an.
| Foto |                 | Kellergasse                              | Standort                           | Beschreibung |
| ---- | --------------- | ---------------------------------------- | ---------------------------------- | --- |
| ja   | Datei hochladen | Loamgstettn                              | KG: Ameis Standort                 | Das verzweigte Kellergassensystem liegt südöstlich außerhalb der Ortschaft in Hanglage. Auf einer Gesamtweglänge von etwa einem Kilometer befinden sich 86 Gebäude in unterschiedlichen Bauformen, wobei giebelständige den größten Anteil haben. 400 Meter südwestlich davon befinden sich zwei Keller an einer Geländekante.(Lage)                              |
| BW   | Datei hochladen | im Ort (Ameis)                           | KG: Ameis Standort                 | Die einseitige Einzelkellergasse befindet sich in Hanglage an der südlichen Ortsausfahrt. Sie umfasst 15 Gebäude auf 150 Metern Länge, davon zwei Um-oder Neubauten mit Wohnnutzung, und 13 mehrheitlich erneuerungsbedürftige Keller – teils traufständig, teils giebelständig.                                                                                  |
| BW   | Datei hochladen |                                          | KG: Ameis Standort                 | Das einseitige Kellergassensystem befindet sich südöstlich knapp außerhalb des Orts. Es umfasst 13 Gebäude auf 150 Metern Länge, etwa die Hälfte davon erneuerungsbedürftig oder verfallen. |
| ja   | Datei hochladen | Auberg                                   | KG: Enzersdorf bei Staatz Standort | Die einseitige Einzelkellergasse liegt in Hanglage östlich außerhalb des Orts. Auf 500 Metern Länge befinden sich 47 Keller, mehrheitlich traufständig. Etwa die Hälfte der Keller ist erneuerungsbedürftig oder verfallen. |
| ja   | Datei hochladen | Am Aus                                   | KG: Enzersdorf bei Staatz Standort | Die einseitige Einzelkellergasse liegt in Hanglage am südlichen Ortsrand. Auf 350 Metern Länge besteht sie aus 29 Gebäuden, davon zwei Um- oder Neubauten. Mehr als die Hälfte der Keller ist erneuerungsbedürftig oder verfallen. |
| BW   | Datei hochladen | Richtung Auberg (Enzersdorf)             | KG: Enzersdorf bei Staatz Standort | Die beidseitige Einzelkellergasse liegt in einem Hohlweg am östlichen Ortsrand. Sie besteht aus 15 Gebäuden auf 50 Metern Länge, mehrheitlich erneuerungsbedürftige Keller in Schildmauerform. |
| BW   | Datei hochladen | Alten Bergen                             | KG: Ernsdorf Standort              | Die einseitige Einzelkellergasse liegt am westlichen Ortsrand, teils im Hintaus, an einer Geländekante und in Hanglage. Sie umfasst auf 450 Metern Länge 30 Gebäude, davon neun Um- oder Neubauten vorwiegend mit Wohnnutzung. Die Keller sind mehrheitlich giebelständig; etwa die Hälfte ist erneuerungsbedürftig.                                              |
| ja   | Datei hochladen | Schlichtenberg                           | KG: Staatz-Kautendorf Standort     | Das beidseitige Kellergassensystem liegt südlich außerhalb des Orts in Hanglage. Auf einer Fläche von etwa 100 mal 170 Metern befinden sich 14 Gebäude, davon drei Neu- oder Umbauten mit Wohnnutzung. Die Hälfte der Keller ist erneuerungsbedürftig oder verfallen.                                                                                             |
| ja   | Datei hochladen | Kellerzeile (Staatz)                     | KG: Staatz-Kautendorf Standort     | Das Kellergassensystem liegt im Ort, westlich der Staatzer Klippe, und besteht aus drei übereinanderliegenden einseitigen Kellerzeilen. Es umfasst auf 500 Metern Gesamtlänge 40 Gebäude, ein Drittel davon Um- oder Neubauten teils mit Wohnnutzung. Etwa die Hälfte der Keller – die mehrheitlich giebelständig sind – ist erneuerungsbedürftig oder verfallen. |
| BW   | Datei hochladen | Lehmgstetten (Waltersdorf)               | KG: Waltersdorf Standort           | Das Kellergassensystem liegt in Hanglage südlich außerhalb des Orts und besteht aus zwei übereinanderliegenden Kellerzeilen. Die Mehrheit der neun Keller ist giebelständig. |
| BW   | Datei hochladen | Kellertrift (Waltersdorf)                | KG: Waltersdorf Standort           | Die beidseitige Einzelkellergasse liegt südöstlich außerhalb des Orts an Geländekanten. Auf 500 Metern Länge befinden sich 34 Gebäude, mehrheitlich giebelständig. Die Hälfte der Keller ist erneuerungsbedürftig oder verfallen. |
| ja   | Datei hochladen | Zigeunerwinkel                           | KG: Wultendorf Standort            | Die beidseitige Einzelkellergasse liegt an Geländekanten an der nördlichen Ortseinfahrt. Auf 700 Metern Länge befinden sich 77 überwiegend giebelständige Gebäude. |
| ja   | Datei hochladen | bei der Kirche/Wachtbergweg (Wultendorf) | KG: Wultendorf Standort            | Einige Keller befinden sich um die Kirche und südlich davon. |
| BW   | Datei hochladen | Point (Wultendorf)                       | KG: Wultendorf Standort            | Ein paar Keller befinden sich in Hanglage östlich knapp außerhalb des Orts. |

| Foto:                    | Fotografie der Kellergasse (Gesamtheit). Klicken des Fotos erzeugt eine vergrößerte Ansicht. Daneben finden sich zwei Symbole: \| Weitere Bilder vorhanden \| Das Symbol bedeutet, dass weitere Fotos des Objekts verfügbar sind. Durch Klicken des Symbols werden sie angezeigt. \| \| Eigenes Foto hochladen \| Durch Klicken des Symbols können weitere Fotos des Objekts in das Medienarchiv Wikimedia Commons hochgeladen werden. \| |
| Name:                    | Bezeichnung der Kellergasse |
| Standort:                | Es ist die Katastralgemeinde (KG) angegeben. Durch Aufruf des Links Standort wird die Lage der Kellergasse in verschiedenen Kartenprojekten angezeigt. |
| Beschreibung             | Kurze Beschreibung der Kellergasse |
| Weitere Bilder vorhanden | Das Symbol bedeutet, dass weitere Fotos des Objekts verfügbar sind. Durch Klicken des Symbols werden sie angezeigt. |
| Eigenes Foto hochladen   | Durch Klicken des Symbols können weitere Fotos des Objekts in das Medienarchiv Wikimedia Commons hochgeladen werden. |